# Longèves, Vendée
Longèves är en kommun i departementet Vendée i regionen Pays de la Loire i västra Frankrike. Kommunen ligger i kantonen Fontenay-le-Comte som tillhör arrondissementet Fontenay-le-Comte. År 2022 hade Longèves 1 360 invånare.

## Befolkningsutveckling
Antalet invånare i kommunen Longèves
| Referens: INSEE |